# Joe Fulks
Joseph Franklin Fulks, né le 26 octobre 1921 à Birmingham, Comté de Marshall, Kentucky et mort le 21 mars 1976, est un joueur américain professionnel de basket-ball. Il intègre l'université d'État de Murray pour deux ans puis quitte cette école pour rejoindre les Marines.
Fulks est considéré comme une des premières stars du basket-ball et comme l'un des meilleurs joueurs offensifs de son époque. Fulks avait un jeu athlétique et il fut l'un des pionniers dans l'art du jump shoot (tir en suspension). Il a été sélectionné dans la NBA 25th Anniversary Team en 1971 et au NBA Hall of Fame en 1978.

## Biographie
Passionné de basket depuis l'enfance, il supporte avec assiduité l'équipe du lycée de Birmingham et admire sa vedette Robert Goheen. Il est inspiré en particulier par son tir extérieur, à deux mains comme il est alors la norme, mais en suspension. Initié par son équipier Sanders Watkins, il développe divers types de tirs et intègre l'équipe désormais dirigée par Robert Goheen une fois l’âge atteint requis. Le quotidien local, le Paducah Sun, écrit que le Kentucky n’a « pas vu un tel joueur de basket depuis des décennies ». Le village de Birmingham devant être englouti par l’actuel Kentucky Lake afin de construire un barrage hydro-électrique, la famille Fulks déménage et Joe rejoint le lycée de Kuttawa, dirigé par J. Holland Harvey, où il gagne le surnom de « Jumpin Joe ». Il maîtrise désormais le tir en déséquilibre, ce qui rend très difficile de défendre sur lui.
Il rejoint l'Université d'État de Murray en 1940, mais il est mobilisé par l'entrée en guerre des États-Unis dans la Seconde Guerre mondiale. Intégré au corps des Marines, participe aux combats sanglants des îles de Guam et d’Iwo Jima.
Durant l’été 1946, Fulks est recommandé à Ed Gottlieb, propriétaire et coach des Warriors de Philadelphie dans la ligue BAA préfigurant la NBA, par Petey Rosenberg qui l'avait repéré sous les drapeaux lors d'une rencontre amicale entre à Pearl Harbor. Il est engagé pour un contrat annuel de 8 000 dollars et une voiture.
Il termine meilleur marqueur de la BAA en 1947 avec une moyenne de 23,2 points, soit 6,4 unités de plus que le suivant, Bob Feerick des Capitals de Washington. Ses performances sont considérables pour l'époque (il est le seul joueur a dépassé les 20 points de moyenne en 1946-1947). Puis il emmène Philadelphie, aux titres de champions après avoir éliminé, en cinq matchs, les Stags de Chicago de Max Zaslofsky en finales. Fulks aura marqué 22 points en moyenne lors de ces playoffs dont 37 points dans le premier match des finales (dont 21 points dans le dernier quart-temps) et 34 lors du cinquième.
Jusqu'en 1949, Fulks marquera plus de 20 points par match dont une pointe à 26 en 1949. Le 10 février 1949, Fulks marque 63 points dans une victoire de Philadelphie sur les Jets d'Indianapolis. Cette performance sera le record de points marqués sur une rencontre NBA jusqu'à ce qu'Elgin Baylor inscrive 64 points le 8 novembre 1959. Lors de cette rencontre, Fulks transforma 27 de ses 56 tirs et 9 de ses 14 lancers-francs. Il en profita pour rafler le record de points en une mi-temps (33), le nombre de tirs tentés et le nombre de tirs réussis en un match.
Il ramènera Philadelphie aux finales de 1948, mais ils la perdront face aux Bullets de Baltimore. Puis jusqu’à sa retraite en 1954, les Warriors ne passeront plus le premier tour des play-offs. De 1950 jusqu'à sa retraite, Fulks ne passera plus la barre des 20 points par matchs mais il sera quand même sélectionné aux All-Star Games de 1951 (année ou il marque 18,7 points de moyenne et capte 8 rebonds par matchs) et de 1952.
Souffrant d'alcoolisme, son adresse avait baissé et sa moyenne de points chuté à 14 par match lors de sa quatrième saison. Il prend sa retraite après la saison 1953-1954 et devient gardien de prison. Ivre, il s’emporte contre son beau-fils Greg Bannister, qui n’accepte pas la relation entre Fulks et sa mère. Bannister saisit une carabine dans le coffre de sa voiture et l'abat le 21 mars 1976.

## Palmarès et distinctions personnelles
- Champion BAA en 1947.
- All-BAA First Team en 1947, 1948 et 1949[5].
- All-NBA Second Team en 1951[5].
- 2 sélections au NBA All-Star Game en 1951[6] et 1952[7].
- Meilleur marqueur NBA en 1947[8].
- Joueur ayant eu la meilleure moyenne de points en 1947 (23,1)[8] et 1948 (22,1)[9].
- Joueur ayant marqué le plus de points en 1947 (1 389)[8].
- Joueur ayant tenté le plus de tirs en 1947 (1 557)[8], 1948 (1 258)[9] et 1949 (1 689)[10].
- Joueur ayant marqué le plus de lancers-francs en 1947 (439)[8] et 1948 (297)[9].
- Joueur ayant tenté le plus de lancers-francs en 1947 (601)[8].
- Joueur ayant eu le meilleur pourcentage aux lancers-francs en 1951 (85,5%)[11]
- Sélectionné dans l'équipe des 25 ans de la NBA en 1971.
- Sélectionné au Hall-of Fame en 1978.